# Lovefool
Lovefool is een nummer van de Zweedse band The Cardigans uit 1996. Het is de eerste single van hun derde studioalbum First Band on the Moon.
Cardigans-zangeres Nina Persson heeft de tekst van het nummer geschreven toen ze op haar vliegtuig wachtte. Zelf heeft ze erover gezegd: "De grootste hits zijn vaak het makkelijkst om te schrijven". Toen het nummer in 1996 werd uitgebracht, werd het in Scandinavië, het Verenigd Koninkrijk en Ierland een klein hitje. Toen het in 1997 opnieuw werd uitgebracht, werd het een grote hit in Noord-Amerika, Europa en Oceanië. In Zweden, het thuisland van de Cardigans, haalde het de 15e positie. In de Nederlandse Top 40 haalde het de 24e positie, en in de Vlaamse Ultratop 50 de 16e.
In 2020 maakte het Berlijnse dj-duo Twocolors een houseversie van het nummer, die in diverse Europese landen de hitlijsten bestormde. De cover werd vooral een hit in het Duitse taalgebied, Finland, en een aantal voormalige Oostbloklanden. In Duitsland bereikte het de 11e positie. Ook in Vlaanderen bereikte de cover de hitlijsten, maar daar bereikte het slechts de Tipparade.